# 香港婦女中心協會
香港婦女中心協會，是一個提供多元化婦女為本服務及爭取婦女權益的非政府組織。

## 歷史
1971年，婦女中心成立，跟進香港婦女協會反強姦運動工作。
1981年，成立香港首條婦女求助熱線。
1985年於麗閣邨建立婦女中心，附屬於香港婦女協會
1989年，成為公益金會員機構
1991年，成為香港社會服務聯會基本會員
1992年開始提供婦女法律支援服務。同年，婦女中心獨立，易名「香港婦女中心協會」
1996年於大埔太和邨開設太和中心，為新界區服務
2002年 成為聯合國經濟及社會理事會特別諮商成員
2014年於新界粉嶺開設慧思薈(粉嶺)，延伸服務至粉嶺
2017年於新界上水開設慧思薈(上水)，延伸服務至上水
2019年於香港仔華富邨開設華富中心，為南區服務

## 信念
妳是一個獨立的人
妳可以發展自己的才能
妳可以有自己的選擇
妳需要有自己的時間
妳需要保護自己

## 使命宣言
香港婦女中心協會促進婦女建立自信、自主、自立
- 提高婦女的權益和地位
- 協助婦女發展個人潛能
- 與其他關注婦女問題的組織及團體互相配合
- 就婦女的需要及所需要的資源分配向決策機構提出建議，使服務臻於完美
- 發展有利婦女之資源及服務

## 資料來源
1. ↑  www.womencentre.org.hk